# Iris japonica
Iris japonica Thunb., detta anche iris frangiato o fiore farfalla, è una pianta della famiglia delle Iridaceae, diffusa prevalentemente in Cina e Giappone ma usata come pianta ornamentale anche in altre aree dal clima temperato.

## Descrizione

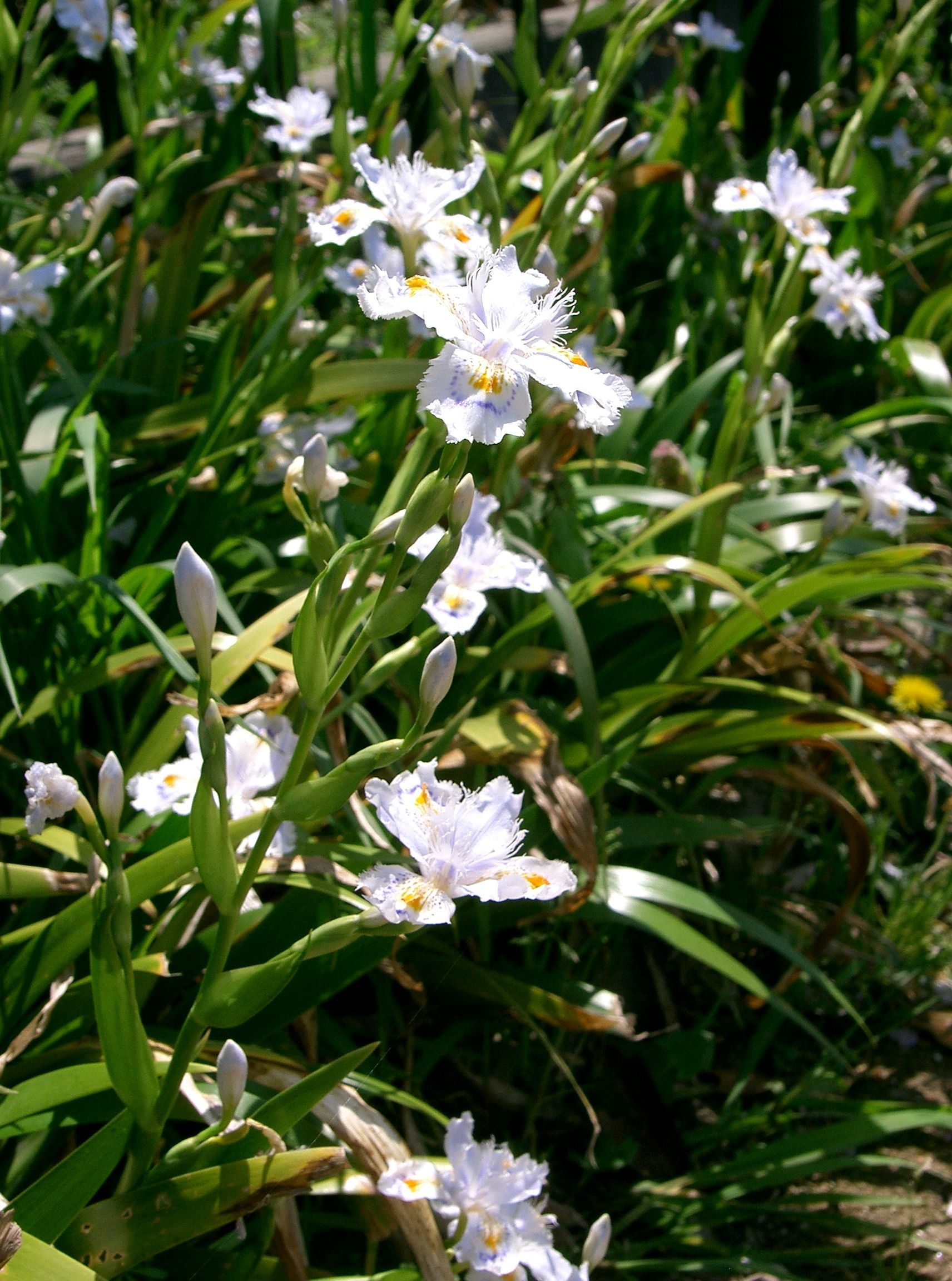
Esemplari di Iris japonica

I fiori sono di colore bianco striati di blu e giallo accesi, molto eleganti con disegni elaborati, ed hanno una grandezza variabile tra i 4,5 ed i 5,5 cm. Le infiorescenze compaiono all'inizio della primavera e si presentano al termine di un gambo che presenta un'altezza di circa 40-50 centimetri da terra. Le foglie sono di colore verde con striature crema sul contorno, lunghe e filiformi, di aspetto lucido. Nella varietà Iris japonica variegata le foglie si presentano con una bordatura più marcata.

## Distribuzione e habitat
A dispetto del nome, la pianta è nativa dell'area della Cina e solo in tempi successivi sembra essersi storicamente diffusa anche in Giappone. Cresce perenne nell'aperta foresta, in angoli umidi o ai piedi di grandi alberi ombrosi tra i 500 e gli 800 metri sul livello del mare. Ad ogni modo questa pianta si adatta facilmente anche a climi molto diversi in quanto non solo è stata in grado di divenire una pianta ornamentale per giardini di climi temperati come quello europeo, ma nella Cina sud occidentale cresce anche ad altezze comprese tra i 2.400 e i 3.400 metri.